# 手フェティシズム

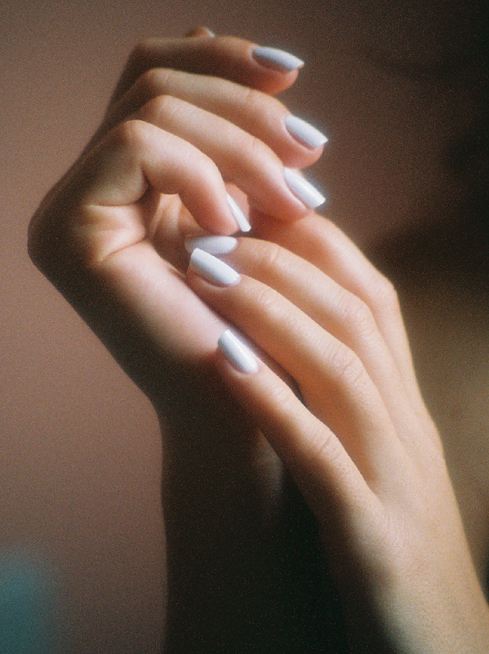
女性手

手フェティシズム (てフェティシズム、Cheirophilia) は、手に対するフェティシズムである。
足フェティシズムが最も一般的であるのとは対照的に、手コキを除けば、「最も一般的でないフェティシズム」の1つである。

## 特徴
手フェティシズムは、手への性的魅力を感じることである。この魅力は、最も一般的には、指使い、手コキ、指を吸うこと、手のひらをなめることで表現される。しかし、割合としては、女性の側から、男性の手や指へ性的魅力を感じることを指す場合が多い。

## 爪フェティシズム
手フェティシズムのサブタイプで、指の爪を引っ掻いたり、指の爪や指の爪のベッドの長さを塗ったりすることで表現されることがよくある。